# Ebru Ceylan (pallavolista)
Ebru Ceylan Uygurtaş, nata Ebru Ceylan (Ankara, 26 maggio 1987), è una pallavolista turca, schiacciatrice-laterale dello Zeren SK.

## Carriera
Ha fatto parte per tre anni del vivaio dell'İlbank G.S.K. per poi esordire in prima squadra nel 2005; ha giocato in tutto sette stagioni nel club.